# Движение «Я есмь»
Движение «Я есмь» (англ. «I AM» Movement) — одно из новых религиозных движений, основанное в США в начале 1930-х годов Гаем Баллардом и его супругой Эдной Баллард — в городе Чикаго штата Иллинойс.
Организация отпочковалась от Теософского общества Блаватской, став, в свою очередь, предтечей ряда «религий Нового века», таких как Церковь вселенская и торжествующая.
В 1938 году в движении насчитывалось до миллиона последователей.
Словосочетание «Аз есмь» является, по одним данным, отсылкой к стиху в библейской книге Исход (Исх. 3:14), по другим — к санскритской мантре Со-Хам.

## История движения
На основе биографии графа Сен-Жермена, искателя приключений XVIII века, в теософских религиях выросла мифология Сен-Жермена как одного из т. н. «Вознесённых Владык». В 1930 году Джон Баллард посетил гору Шаста в штате Калифорния и там же встретил другого путешественника, который назвался ему графом Сен-Жерменом.
Супруги Балларды утверждали, что встречи с Вознесёнными Владыками стали происходить у них постоянно.
Они основали издательский дом, «Сен-Жермен Пресс» (Saint Germain Press), основное предназначение которого состояло в обнародовании их книг и подготовке людей для распространения их посланий по всем Соединённым Штатам. Данные тренинги и «конклавы» проводились по всем Соединённым Штатам, были открыты для всеобщего бесплатного доступа.
За свои жизни Балларды записали около 4000 текстов, которые, как они говорили, были надиктованы самими Вознесёнными Владыками. Гай Баллард, его жена Эдна и позднее их сын Дональд стали единственными «доверенными посланниками» Вознесённых Владык.